# Croton howii
Espèce
Croton howii est une espèce de plantes à fleurs du genre Croton et de la famille des Euphorbiaceae présente à Hainan en Chine.